# Heinrich Schwaner
Heinrich Georg Karl Christian Schwaner (* 17. Juni 1836 in Korbach; † 3. Mai 1909 in Arolsen) war ein deutscher Verwaltungsangestellter und Politiker (NLP).

## Leben
Schwaner war ein Sohn des Sattlers und Landwirts Georg Friedrich Schwaner (1809–1852) und dessen Ehefrau Friederike Wilhelmine Charlotte, geborene Otto (1802–1844). Er heiratete am 6. Juli 1873 in Arolsen Mathilde Henriette Friederike Christiane Wilhelmine Viereck (1849–1915). Schwaner wurde 1858 Hilfskanzlist, 1867 Rechnungsrevisor und 1868 Revisor im Domanialdienst. Ab 1872 war er Brandkataster-Kommissar bei der Immobilien-Feuerversicherungsanstalt in Arolsen. Er war 1. Beigeordneter in Arolsen und wurde dort 1906 zum Ehrenbürger ernannt.
Von 1890 bis 1908 war er Abgeordneter im Landtag des Fürstentums Waldeck-Pyrmont für den Wahlkreis Kreis der Twiste.